# Juegos Olímpicos de la Juventud de Gangwon 2024
Los Juegos Olímpicos de la Juventud de Invierno 2024, oficialmente fueron denominados IV Juegos Olímpicos de la Juventud de Invierno, fue un evento multideportivo y festival cultural internacional que se llevó a cabo en Gangwon en enero de 2024, siguiendo la tradición de los Juegos Olímpicos durante la III Olimpiada de Invierno de la Juventud. El Comité Olímpico Internacional confirmó a la ciudad aspirante.
La ciudad sede fue elegida el 10 de enero de 2020.

## Ciudades candidatas
- Provincia de Gangwon, Corea del Sur: solo fue el anfitrión preferido, mientras que Brașov, Granada y Sofía eran partes interesadas, participaron en un diálogo continuo con el COI y la futura comisión anfitriona. La provincia de Gangwon recibió oficialmente los Juegos en la 135.ª sesión del COI en Lausana, Suiza, el 10 de enero de 2020.

| 135º Sesión del Comité Olímpico Internacional 10 de enero de 2020, Lausana, Suiza |          |          |          |
| Ciudad                                                                            | Votación | Votación | Votación |
| Gangwon (KOR)                                                                     | 79       |          |          |
| Abstención                                                                        | 1        |          |          |

### Candidaturas descartadas
- Sochi, Rusia: Sochi había expresado su interés en organizar la edición 2024. La ciudad fue sede de los Juegos Olímpicos de Invierno 2014. El 9 de diciembre de 2019, la AMA prohibió a Rusia presentar ofertas para eventos internacionales como parte de su sanción por dopaje patrocinado por el estado, lo que significa que la oferta ha sido rechazada por el COI.

## Organización

### Ceremonia de Inauguración
La ceremonia de apertura de Gangwon 2024, tuvo lugar el 19 de enero simultáneamente en el Óvalo de Gangneung y la Cúpula de PyeongChang, giró en torno al tema “El Universo”, que simboliza las infinitas posibilidades para los jóvenes.
Los Juegos Olímpicos de Invierno de la Juventud Gangwon 2024 fueron inaugurados por el presidente del Comité Olímpico Internacional (COI). Thomas Bach y el presidente de Corea, Yoon Suk-yeol.
Un elenco diverso de artistas, bailarines y cantantes celebraron la cultura coreana durante la ceremonia. Primero se mostró el camino que recorrió el fuego olímpico, desde Grecia hasta el domo de PyeongChang, lugar donde se izó la bandera coreana acompañada por el Himno Nacional de dicho país, para darle paso a las banderas de cada uno de los países participantes en esta justa invernal juvenil.
El escenario principal del Gangneung Oval contó con la recién formada Boy band LUN8 y la banda de chicas TripleS. Los renombrados raperos coreanos y ganadores de premios de hip-hop, Ash Island y Changmo, la banda tradicional coreana Lennalchi y el grupo de baile Ambiguous Dance Company, conocida por fusionar hip -hop y danza clásica.
Mientras tanto, en el PyeongChang Dome, las actuaciones del cantante coreano Taeyeon, los raperos coreanos Hwasa y Bewhy, 1 Million Dance Studio y la Boy band filipina con sede en Corea, Hori7on.

### Mascota
Moongcho, presentado en sociedad el 17 de enero de 2023 (cuando faltaba un año para la inauguración) es una bola de nieve que nace de una pelea de bolas nieve lanzadas por Soohorang y Bandabi, mascotas de los Juegos Olímpicos y Paralímpicos (respectivamente) de PyeongChang.

### Ceremonia de Clausura
La ceremonia de clausura de los Juegos Olímpicos de la Juventud de Invierno de 2024 tuvo lugar la noche del 1 de febrero de 2024 en las afueras del Centro de Hockey de Gangneung en Gangneung. El rapero Lee Young-ji actuó en la ceremonia.

## Deportes
| - Esquí alpino (10) - Biatlón (6) - Bobsleigh (2) - Curling (2) | - Hockey sobre Hielo (4) - Luge (5) - Combinada nórdica (2) - Salto de esquí (2) | - Snowboarding (9) - Patinaje de velocidad (7) - Patinaje artístico (5) - Skeleton (2) | - Esquí acrobático (8) - Esquí de fondo (6) - Esquí de travesía (5) - Patinaje de velocidad sobre pista corta (5) |